# Eriborus
Eriborus is een geslacht van insecten uit de orde vliesvleugeligen (Hymenoptera) en de familie Ichneumonidae.

## Soorten
- E. acutulus Momoi, 1970
- E. achalicus Dbar & Saparmamedova, 1988
- E. agraensis (Cameron, 1897)
- E. anomalus (Tosquinet, 1903)
- E. applicitus Sheng & Sun, 2006
- E. argenteopilosus (Cameron, 1907)
- E. arisanus (Sonan, 1936)
- E. australis (Kusigemati, 1981)
- E. braccatus (Gmelin, 1790)
- E. buddha (Cameron, 1899)
- E. cadjee Rousse & Villemant, 2012
- E. canus (Tosquinet, 1903)
- E. cryptoides (Vachal, 1907)
- E. dorsalis (Gravenhorst, 1829)
- E. eariasi (Sonan, 1939)
- E. epiphyas Paull & Austin, 2006
- E. erythrogaster (Ashmead, 1896)
- E. eutectonae Kusigemati, 1988
- E. exareolatus (Morley, 1916)
- E. furvus Sheng & Xu, 1997
- E. gardneri (Cushman, 1927)
- E. hirosei Momoi, Kusigemati & Nakanishi, 1968
- E. iavilai (Cheesman, 1936)
- E. loculosus (Vachal, 1907)
- E. mandibularis (Cameron, 1903)
- E. molestae (Uchida, 1933)
- E. niger

Eriborus niger (Momoi) Momoi, 1970
Eriborus niger (Szepligeti) (Szepligeti, 1908)
- E. nigriabdominalis (Uchida, 1932)
- E. obscuripes Horstmann, 1987
- E. obscurus Horstmann, 1987
- E. pallipes (Brulle, 1846)
- E. perfidus (Gravenhorst, 1829)
- E. pilosellus (Cameron, 1906)
- E. platyptiliae (Rao & Kurian, 1950)
- E. pleuroptyae Kusigemati & Tanaka, 1992
- E. pomonellae (Cameron, 1906)
- E. regulator (Seyrig, 1935)
- E. ricini (Rao & Kurian, 1950)
- E. rubriventris (Tosquinet, 1903)
- E. rufopictus Horstmann, 1987
- E. ryukyuensis Momoi, 1970
- E. samuelsoni Momoi, 1970
- E. shenyangensis Sheng & Xu, 1997
- E. similis Momoi, 1970
- E. sinicus (Holmgren, 1868)
- E. spinipes (Cameron, 1899)
- E. stipitatus Sheng & Xu, 1997
- E. terebrans (Gravenhorst, 1829)
- E. terebrator Aubert, 1960
- E. tibialis (Tosquinet, 1903)
- E. trochanteratus (Morley, 1913)
- E. tutuilensis (Fullaway, 1940)
- E. variegatus (Szepligeti, 1910)
- E. vulgaris (Morley, 1913)